# Dinogorgon
Dinogorgon var ett numera utdött släkte av rovdjursliknande djur tillhörande ordningen Gorgonopsia. Detta djur fanns i Sydafrika under senare delen av perm men dog ut, som så många andra arter, under perm–trias-utdöendet.
Släktets medlemmar var störst i underfamiljen Rubigeniae som i sin tur tillhör familjen Gorgonopsidae. Arternas kranium var ungefär 40 cm lång. De hade stora fram- och hörntänder och fyra till fem små kindtänder. Därför amtas att de plockade med fram- och hörntänder kött från sina byten som sedan svaldes helt. De största arterna liknade en isbjörn i storleken och de hade tjocka ben ovanför ögonen, en tjock svans samt långa hörntänder. Dessa djur saknade päls.